# Ројал Кунија
Ројал Кунија (енгл. Royal Kunia) насељено је место за статистичке потребе у америчкој савезној држави Хаваји. По попису становништва из 2010. у њему је живело 14.525 становника.

## Демографија
Према попису становништва из 2010. у граду је живело 14.525 становника.
| Група             | 2000.  | 2010.         |
| Белци             | . (.%) | 1.525 (10,5%) |
| Афроамериканци    | . (.%) | 264 (1,8%)    |
| Азијати           | . (.%) | 8.476 (58,4%) |
| Хиспаноамериканци | . (.%) | 1.096 (7,5%)  |
| Укупно            | .      | 14.525        |